# Vernon Prichard

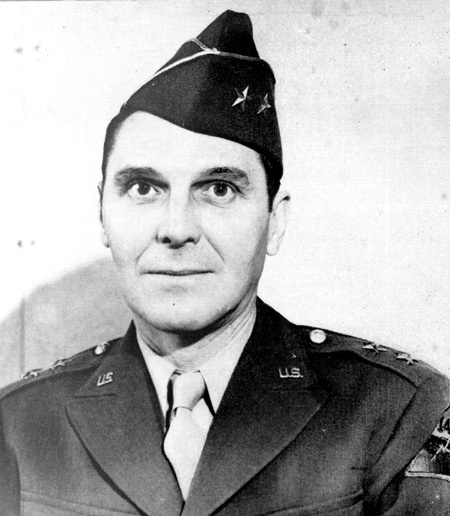
Vernon Prichard

Vernon Edwin Prichard (* 25. Januar 1892 in Onawa, Monona County, Iowa; † 10. Juli 1949 in Washington, D.C.) war ein Generalmajor der United States Army. Er war unter anderem Kommandeur der 1. Panzerdivision. Außerdem war er in seiner Jugend als Quarterback im American Football bekannt.
Vernon Prichard war ein Sohn von Rechtsanwalt Jacob A. Prichard (1861–1937) und dessen Frau Emma Grace Jones (1869–1954). Er besuchte das Morningside College in Sioux City, wo er ein erfolgreicher Spieler im American Football war. In den Jahren 1911 bis 1915 absolvierte er die United States Military Academy in West Point. Nach seiner Graduation wurde er als Leutnant der Infanterie zugeteilt. In der Armee durchlief er anschließend alle Offiziersränge vom Leutnant bis zum Zwei-Sterne-General.
Sein Abschlussjahrgang an der Militärakademie ging unter dem Namen The Class the Stars fell on in die Geschichte der Akademie ein, weil unter den 164 Absolventen 59 (36 %) im Verlauf ihrer Militärkarriere die Generalsränge erreichten. Dazu gehörten unter anderem Dwight D. Eisenhower und Omar N. Bradley. Er selbst schloss als 134. von den 169 Absolventen ab. Während seiner Zeit in West Point tat sich Vernon Prichard erneut als Footballspieler hervor. Er spielte als Quarterback und wurde Kapitän des Militärteams der Akademie. In seinem Team spielten auch Eisenhower und Bradley mit.
Im Lauf seiner militärischen Karriere absolvierte Prichard verschiedene Kurse und Schulungen. Dazu gehörten unter anderem die Field Artillery School in Fort Sill (1924), das Command and General Staff College (1931) und das United States Army War College (1940).
Gleich zu Beginn seiner militärischen Laufbahn wurde Vernon Prichard nach Eagle Pass in Texas versetzt. Er diente im 1. Infanterieregiment und nahm an der Mexikanischen Expedition teil. Anschließend wurde er für einige Zeit zur Militärakademie in West Point zurückbeordert, wo er nochmals deren Footballteam verstärkte. Dann wurde er für einige Zeit nach Mexiko und Fort Oglethorpe in Georgia versetzt.
Während des Ersten Weltkriegs gehörte er ab Januar 1918 den Amerikanischen Expeditionsstreitkräften an. Dort war er sowohl als Stabsoffizier als auch als Frontoffizier eingesetzt. In letzterer Eigenschaft war er an einigen Gefechten beteiligt. Nach dem Krieg gehörte er bis zum Sommer 1919 zu den amerikanischen Besatzungstruppen in Deutschland.
Nach seiner Rückkehr in die Vereinigten Staaten wurde er Stabsoffizier bei der Militärakademie in West Point. Ende März 1923 verließ Prichard die Infanterie und wechselte zur Feldartillerie. In der Folge absolvierte er in Fort Sill den Field Artillery Course. Zwischen 1925 und 1929 war er Dozent für Militärwissenschaft an der Yale University. In dieser Zeit gehörte er auch dem Football-Trainerteam dieser Universität an. Anschließend studierte er in Fort Leavenworth am dortigen Command and General Staff College. Zwischen 1931 und 1935 war er Dozent an der Air Corps Tactical School beim Maxwell-Flugfeld, der heutigen Maxwell-Gunter Air Force Base. Daran schloss sich eine Versetzung nach Hawaii an, wo er im 11. Feldartillerieregiment in den Schofield Barracks diente und auch der Stabsabteilung G3 für Operationen des Hawaiian Departments angehörte. Anschließend war Prichard Stabsoffizier bei der Sixth Corps Area und der Second Corps Area. Danach studierte er am Army War College. Es folgte eine Versetzung zum 27. Feldartillerieregiment, das er zwischenzeitlich kommandierte.
Zwischen April 1941 und September 1942 war Vernon Prichard Stabschef der 4. Panzerdivision. In diese Zeit fiel der amerikanische Eintritt in den Zweiten Weltkrieg. Im November 1942 erhielt er das Kommando über die gerade neu aufgestellte 14. Panzerdivision. Dieses Kommando behielt er bis zum Juli 1944. Zu dieser Zeit war seine Division noch nicht aktiv am Kriegsgeschehen beteiligt. Anschließend übernahm Prichard den Oberbefehl über die 1. Panzerdivision. Diese war in Italien eingesetzt, wo sie als Teil der 5. Armee die deutschen Truppen immer weiter nach Norden zurückdrängte. Prichard behielt sein Kommando bis zum Ende des europäischen Teils des Zweiten Weltkriegs.
In den Jahren 1945 und 1946 war er Stabsoffizier (Deputy Foreign Liquidation Commissioner) beim European Command. Anschließend gehörte er der Stabsabteilung G3 (Operationen) beim amerikanischen Hauptquartier in Europa (US Forces European Theater) und dann in gleicher Funktion bei EUCOM an. Anfang Januar 1949 wurde er zum Leiter der Behörde für Öffentlichkeitsarbeit des US-Heeres (Chief of Army's Public Information Division) ernannt.
Am 10. Juli 1949 gehörte Prichard zu einer Gruppe von Personen, die eine Yacht für eine Picknickfahrt auf dem Potomac River bei Washington, D.C. angemietet hatte. Dabei kam es zu einer Explosion bei der unter anderem der General ums Leben kam. Er fand seine letzte Ruhestätte auf dem amerikanischen Nationalfriedhof Arlington.

## Orden und Auszeichnungen
Vernon Prichard erhielt im Lauf seiner militärischen Laufbahn unter anderem folgende Auszeichnungen:
- Army Distinguished Service Medal
- Legion of Merit
- Mexican Service Medal
- World War I Victory Medal
- Army of Occupation of Germany Medal
- American Defense Service Medal
- American Campaign Medal
- European-African-Middle Eastern Campaign Medal
- World War II Victory Medal
- Companion des Order of the Bath (Großbritannien)
- Orden der Ehrenlegion (Frankreich)
- Croix de Guerre (Frankreich)
- Orden der Heiligen Mauritius und Lazarus (Italien)
- Brazilian War Medal
- Tschechoslowakisches Kriegskreuz 1939 (Tschechoslowakei)